# Vognsild Sogn
Vognsild Sogn er et sogn i Vesthimmerlands Provsti (Viborg Stift).
I 1800-tallet var Vognsild Sogn anneks til Gislum Sogn. Begge sogne hørte til Gislum Herred i Aalborg Amt. Gislum-Vognsild sognekommune indgik ved kommunalreformen i 1970 i Aars Kommune, der ved strukturreformen i 2007 indgik i Vesthimmerlands Kommune.
I Vognsild Sogn ligger Vognsild Kirke.
I sognet findes følgende autoriserede stednavne:
- Jebjerg (bebyggelse)
- Mejlstrup (bebyggelse, ejerlav)
- Morum (bebyggelse, ejerlav)
- Svoldrup (bebyggelse, ejerlav)
- Svoldrup Kær (areal)
- Vestrup (bebyggelse, ejerlav)
- Vognsild (bebyggelse, ejerlav)
- Østrup (bebyggelse, ejerlav)
- Årup Gårde (bebyggelse, ejerlav)